# Моллі Штаймер
Моллі Штаймер (рос. Молли Штеймер, англ. Mollie Steimer, справжнє ім'я — Марта Альперіна) — громадська і політична діячка початку XX століття, відома як профспілковий діяч, антивоєнний активіст і борець за свободу слова в США. Її сім'я емігрувала до Сполучених Штатів з Російської імперії коли дівчині було 15 років.
Заарештована в 1918 році за друк та розповсюдження листівок із засудженням військових дій США в Росії проти більшовицької революції. Пізніше була засуджена до 15 років ув'язнення. У 1921 році її депортували до Російської СФРР, де вона познайомилася з Сенєю Флешиним, який став її партнером на все життя. Після протесту проти більшовицьких переслідувань анархістів у Росії, вони були депортовані до Німецької Держави в 1923 році. Коли Гітлер прийшов до влади в Німеччині, вони втекли до Французької республіки і врешті-решт пробралися до Мексики, де провели решту свого життя разом.

## Арешт і ув'язнення
Навесні 1918 року американські війська прибували до Франції для боротьби з союзниками проти Німеччини, Туреччини та Австро-Угорської імперії. Моллі Штаймер та інші члени Фрейгайта розглядали війну як імперіалістичне та контрреволюційне відволікання від боротьби пролетаріату і вирішили її зупинити. Ними було складено дві листівки на цю тему, одну англійською мовою та одну на їдиші, з закликами робочого класу Сполучених Штатів відмовитись від призову на військову службу та взяти участь у загальному страйку.
23 серпня 1918 року Після того, як листівки, що засуджували американське військове втручання в Росію, були викинуті на вулицю з будівель в нижньому Манхеттені Моллі Штаймер була заарештованою. Раніше поліція затримала іншого члена Фрайгайта, Хаймана Росанського, який визнав свою причетність до розповсюдження листівок і у своєму зізнанні викрив спільників. Штаймер була заарештованою за змову з метою порушення Закону про шпигунство 1917 року, що передбачало кримінальне правопорушення за розповсюдження інформації з наміром перешкоджати роботі збройних сил США, сприяти ворогам США, викликати або намагатися спричинити непокору, заколот або відмову від обов'язку або навмисно перешкоджати вербування та призов до збройних сил США. Розгніваний радикальним протистоянням лівим з його рішенням вступити у війну, президент Вудро Вілсон рішуче підтримав введення в дію Закону про шпигунство.
Моллі допомогла написати та надрукувати листівки, які засуджували війну та президента Вілсона. Особливо розлютило групу нещодавнє рішення Вільсона перенаправити війська США в Архангельськ (Росія) в рамках втручання союзників у Російську громадянську війну, підтримуючи антикомуністичні сили Білої армії проти більшовицької Червоної армії.